# Bajanzag
Bajanzag (mongolsko Баянзаг, bayandsag, bogat z Saxaul, celo Goreče skale) so robustne skale v puščavi Gobi v provinci Ömnögovi in je nahajališče pomembnih fosilnih najdb. To je del geološke formacije Djadokhta.
V angleško govorečem svetu se je območja prijelo ime Flaming Cliffs ("goreče skale"), ker so svetlo oranžne barve. Poimenoval jih je tako ameriški "lovec na dinozavre" Roy Chapman Andrews, ki je med ekspedicijo ameriškega Prirodoslovnega muzeja v letu 1920 raziskoval območje. Mongolsko imenovanje se nanaša na obilje tukaj rastoče rastline Saxaul.
Panorama skalovja Bajanzag ob sončnem zahodu

## Nahajališče fosilov
Območje okrog Bajanzaga je znano predvsem po gnezdih dinozavrov, ki so jih našli v kamninah iz krede Djadokhta formacije na eni od odprav pod vodstvom Andrewsa. Jajca so bila pripisana Protoceratopsu, vendar je bila ta razlaga kasneje sporna, saj so bile najdbe tega Ceratopiersa omejene. Poreklo jajc Hadrosauroidea se zdi možno, vendar tega brez zarodka v jajcih niso bili sposobni pojasniti. V drugih regijah so našli podobna gnezda leta 1979. Odkrite fosile so popularizirali v filmih iz serije Jurski park. Tudi purana, plenilskega dinozavra (theropoda) Velociraptorja so našli v Bajanzagu.